# Ostarin

Ostarine, kemisk formel.

Enebosarm, mer känd under namnen MK-2866 eller Ostarin, är en selektiv androgen receptormodulerare (SARM). Enebosarm är ett preparat som utvecklades i syfte att behandla prostatacancer av en forskare vid namn James T. Dalton. Det visade sig emellertid vara effektlöst som cancerbehandling men besatt istället egenskaper att motverka muskelatrofi och benskörhet. Trots många testfaser med lovande resultat nådde Enebosarm aldrig marknaden. Enebosarm är inte godkänt för medicinsk behandling i något land. Enebosarm utmärker sig genom att det inte binder till androgena receptorer och därmed inte framkallar någon högandrogen aktivitet och därför med fördel kan användas även av kvinnor. Det skall dock noteras att även om preparatet i sig inte besitter några androgena förmågor så kan det vid högre doser påverka kroppens naturliga produktion av testosteron negativt och därmed leda till hormoninbalans. Enebosarm aromatiserar dock inte till testosteron, till skillnad från anabola steroider. Preparatet har hög oral biotillgänglighet och intas därför oftast i tablettform.
Trots att Enebosarm tillsammans med alla andra selektiva androgena receptormodulerare dopingklassades redan 2008 av World Anti-Doping Agency (WADA) har det förekommit flera dopingfall inom idrotten. Preparatet brukas även rekreationellt av kroppsbyggare, ofta i syfte att behålla så mycket muskelmassa som möjligt vid kaloriunderskott (så kallad deffning).